# Headhunter (gra komputerowa)
Headhunter – komputerowa gra akcji z perspektywy trzeciej osoby wyprodukowana przez szwedzkie studio Amuze oraz wydana 16 listopada 2001 roku na platformę Dreamcast oraz 26 lutego 2002 roku na PlayStation 2.

## Fabuła
Jack Wade budzi się na stole operacyjnym i ucieka z nieznanego budynku. Chwilę później mdleje i znajduje się w szpitalu. Bohater był głównym łowcą w agencji. Nie pamięta ostatnich misji, udziale w projekcie i zabójstwie szefa agencji. Jego córka Angelica Stern zaoferowała mu wynagrodzenie za zabicie jej ojca. Poznaje prawdę o sobie.

## Rozgrywka
Gracz może po cichu eliminować przeciwników, jak również rzucać łuski dla zmylenia przeciwnika. Postać ma do dyspozycji najnowsze technologie, które zostały podzielone na dwa etapy. By zdobyć lepszy sprzęt musi przejść egzaminy w agencji.